# Tricellaria occidentalis
Tricellaria occidentalis är en mossdjursart som först beskrevs av Trask 1857.  Tricellaria occidentalis ingår i släktet Tricellaria och familjen Candidae. Inga underarter finns listade i Catalogue of Life.